# Confraria do Garoto
A Confraria do Garoto, Venerável Irmandade Associação Lúdica e Cultural Confraria do Garoto, é um grupo laico e sem viés político-partidário, formado, de forma vitalícia, por 13 homens, das mais variadas profissões, onde o número 13 possui a tônica principal. Foi fundada formalmente em 13.06.1974, no Restaurante Garoto das Flores, no Rio de Janeiro, de onde se originou o nome Confraria do Garoto.
Seus membros são identificados pelo uso de roupa toda branca, chapéu de coco preto com um galho de arruda, gravata borboleta preta, avental branco com o número 13 e a bandeira do Brasil, tendo um cravo vermelho aplicado à lapela.

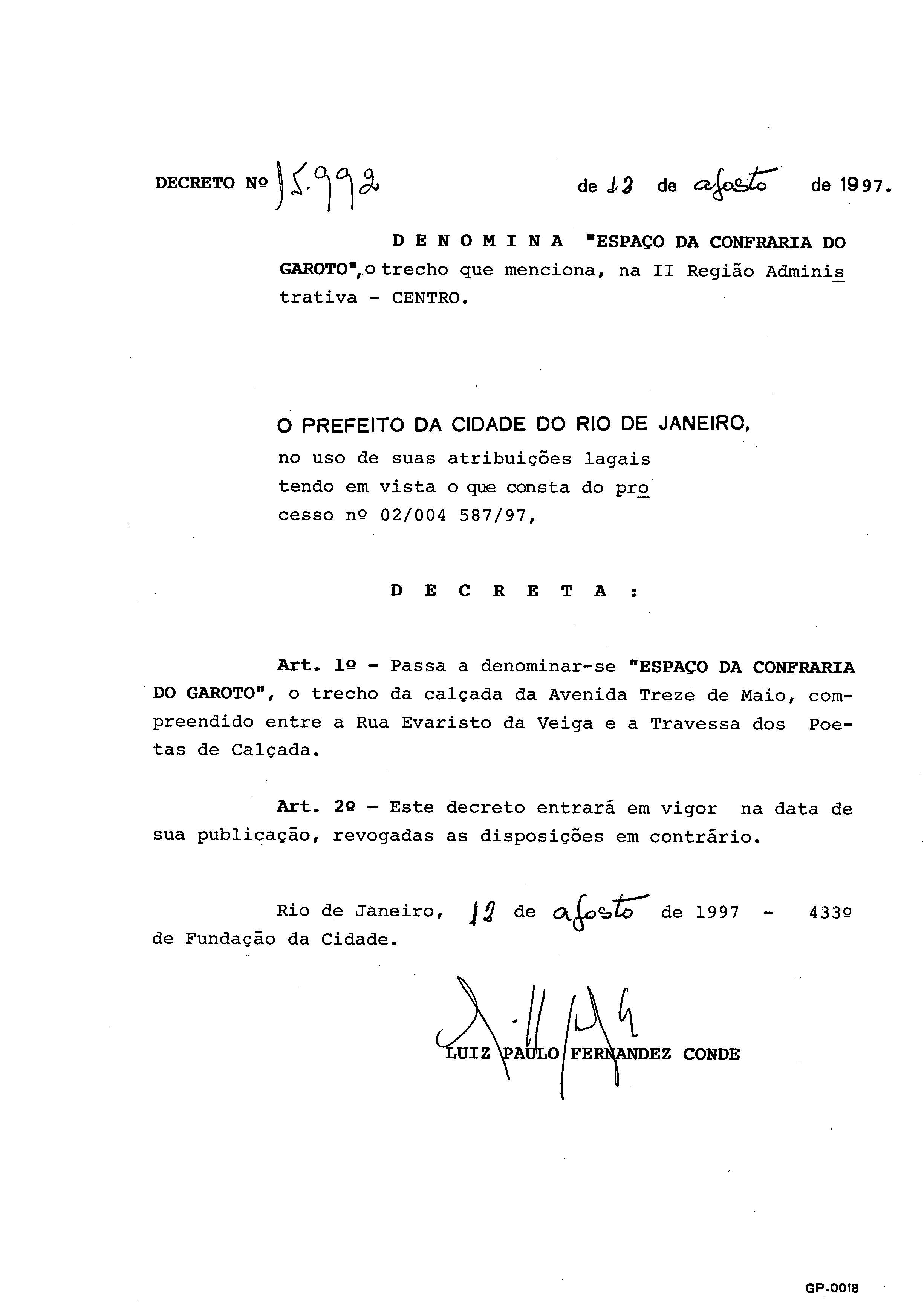
Decreto Municipal 15.992 de 12 de agosto de 1997, Rio de Janeiro.

Tem sua sede histórica no ESPAÇO DA CONFRARIA DO GAROTO, situado no “trecho da calçada da Avenida Treze de Maio, entre a Rua Evaristo da Veiga e a Travessa dos Poetas de Calçada”, conforme reconhecido pelo Decreto Municipal do Rio de Janeiro nº 15.992, de 12 de agosto de 1997, publicada no Diário Oficial do Município de 13 de agosto de 1997.
Recentemente (2014 – ano de seu 40º aniversário) a Confraria do Garoto acrescentou a seus quadros a Ala de Confrades Suplentes, a Ala Jovem, a Ala Feminina e o Conselho dos Notáveis. A primeira para ser a forma de entrada na Confraria e servir como reserva para o caso de afastamento ou morte de seus titulares; a segunda para fazer germinar o amor pelo trabalho voluntário; a Ala Feminina (musas) para trazer a visão da mulher sobre os problemas locais e nacionais; e o Conselho dos Notáveis para dirimir eventuais dúvidas sobre a participação da Confraria em assuntos polêmicos.
Sua Missão é a de promover e incentivar atividades filantrópicas e atuar visando à inclusão social e preservação da memória, cultura e tradições do
Rio de Janeiro e do Brasil, tendo como lema “TRADIÇÃO É CULTURA”.
Além das muitas atividades de críticas e homenagens, mantém como tradição, todas as sextas-feiras 13, às 13 horas, em sua sede histórica, benzer com galhos de arruda a Cidade e seu povo contra o mau-olhado.

## Objetivos
Entre seus objetivos, propõe-se a:
• defender e incentivar ações de preservação do patrimônio natural, histórico e cultural do Rio de Janeiro;
• incentivar, participar, criar e manter cursos afins, priorizando a inclusão social;
• promover movimentos e protestos irreverentes, não violentos, contra qualquer ação ou omissão, de quem quer que seja, que atente contra as tradições histórico-culturais do Rio de Janeiro e do Brasil e o bem-estar de sua população;
• criar, incentivar, apoiar e participar de campanhas em prol da memória cívica do Rio de Janeiro e do Brasil em geral;
• conceder honrarias, dentre elas a Moção de Louvor e Reconhecimento e a Ordem dos Eméritos Cariocas da Gema, a pessoas que tenham prestado relevantes serviços à população brasileira e à preservação da cultura e tradições do Brasil;
• fomentar e manter intercâmbio entre entidades públicas e privadas, brasileiras e estrangeiras, para a promoção do turismo no Rio de Janeiro e no Brasil, ou qualquer outra atividade benéfica ao Rio de Janeiro, ao Brasil e ao seu povo;
• cooperar com os poderes públicos e entidades particulares, brasileiras e estrangeiras, objetivando o desenvolvimento histórico-cultural do Rio de Janeiro e dos demais Estados Brasileiros e a preservação de suas memórias;
• despertar o interesse da imprensa para discussões que digam respeito ao patrimônio natural, histórico e cultural do Rio de Janeiro e do Brasil.

## História
Na década de 70, treze amigos, que adoravam se reunir para festejar a vida e os prazeres que a Cidade do Rio de Janeiro lhes proporcionava, perceberam, um dia, que os problemas locais e nacionais atrapalhavam suas comemorações. Resolveram, então, participar de sua solução.
A forma escolhida tinha que ser condizente com o espírito alegre e irreverente que tanto compartilhavam em suas reuniões.
Repercutir os acontecimentos que embalavam as preocupações do povo e, sobretudo, homenagear as medidas acertadas passaram a ser a tônica de suas críticas, sempre de forma lúdica, ingênua e irreverente, fazendo assim prevalecer a humanidade que marca este povo de vocação inata para ser feliz.
Daí, em 13 de junho de 1974, nascia a Confraria do Garoto.
Seus fundadores foram Affonso Nunes Velasques, Alfredo Melher, Almerindo Caldas, Antônio de Oliveira, Aloisio Mello, Augusto Silva, Jonathas Filgueiras, Júlio Ribeiro Jr., Mario Expedito, Mozart Rosa, Roberto Curi, Cel. Sidney Palma e Walter Gaspar. Nelson Couto, também conhecido como Xerife, é um dos primeiros participantes pós-fundação da Confraria do Garoto e mantém-se
na sua presidência (vitalícia) até hoje (2015).
O bom-humor e a brincadeira saudável são a tônica. Por exemplo, quando alguns jovens paulistas picharam o Cristo Redentor, a Confraria foi a São Paulo e, no Viaduto do Chá distribuíram flores aos transeuntes.

## Homenagens concedidas
A Confraria do Garoto já homenageou inúmeras personalidades com o título de Eméritos Cariocas da Gema, como:
Albino Pinheiro; Ana Maria Tornaghi; Antônio Januzzi Filho; Antônio Pedro F. Mello; Ary Barroso (in memoriam); Artur da Távola; Baby Monteiro de Carvalho; Baby Consuelo; Barbosa Lima Sobrinho; Carlinhos Niemeyer; Carlos Alberto Torres; Carlos Lessa; Clóvis Bornay; Denise Frossard; Dercy Gonçalves; Ernani Pires Ferreira; Erasmo Carlos; Evandro Teixeira; Fernando Pamplona; Gigi da Mangueira; Hans Donner; Haroldo Costa; Helô Pinheiro; Heráclito Fontoura; Sobral Pinto; Ibrahim Sued; João Roberto Kelly; Jair Rosa Pinto; Jamil Haddad; João de Barros; Jorginho Guinle; José Carlos de Araújo; Joaquim F. dos Santos; Luiz Mandes; Maneco Muller; Mário Lobo Zagallo; Mario Saladini; Nelson Sargento; Oscar Niemeyer; Regina Casé; Regina Marcondes Ferraz; Ricardo Boechat; Ricardo Cravo Albin; Roberto Carlos; Roberto Marinho; Rosa Magalhães; Rubem Medina; Ruy Castro; Sinval Silva; Walter Alfaiate; Dona Zica; Ziraldo Alves Pinto.
Recentemente, foram diversos os recebedores de honrarias concedidas pela Confraria do Garoto em seus eventos.
Em 2014:
22/05                  DIA DO ABRAÇO E ANIVERSÁRIO AV CENTRAL:
Rhuy Gonçalves (Administrador do Ed. Central);
31/05                  DIA DE CÃO:
Sra. Simone Vilas Boas – designer e incentivadora da criação do ParCÃO Freguesia.
Sr. Thiago Mahamed – Subprefeito Barra-Jacarepaguá 2012/2014.
Dep. Fed. Pedro Paulo Carvalho Teixeira – Secr. Munic. Casa Civil 2014.
31/10                  DIA DO ANIVERSÁRIO DE 40 ANOS DA CONFRARIA:
Profª. Vanda Maria de Souza Ferreira (Conselho dos Notáveis da Confraria);
Sr. Armando Vieira da Cruz — Presidente do Sindicato da Indústria de Panificação e Confeitaria do Município do Rio de Janeiro;
Sr. João Batista Oliveira de Araújo (Babá) — parlamentar e Professor da UFRJ.
Sr. Udson da Silva de Oliveira – jornalista e membro do Conselho Deliberativo da ABI.
09/12                  ENCERRAMENTO ANO ACADEMIA INTERNACIONAL DE LETRAS e INSTITUTO INTERNACIONAL DE ARTES:
Srª Alice de Oliveira Vila Real de Bragança e Olivo (Presidente).
Em 2015:
30/01                  HOMENAGEM ÀS ESCOLAS DE SAMBA DO RIO DE JANEIRO:
Sr. Marcus Almeida – Presidente da GRES Alegria da Zona Sul que enalteceu no enredo para o Carnaval de 2015 o “espírito carioca” e homenageou a Confraria do Garoto.
13/03                  SEXTA 13 – HOMENAGEM AOS 450 ANOS DO RIO
Evandro Mesquita – cantor e ator – recebeu o Troféu GAROTO DO RIO
28/04                  INAUGURAÇÃO DA CAMPANHA "IMPUNIDADE NUNCA MAIS"
MM. Juiz Sergio Moro – juiz que preside o julgamento da operação LAVA A JATO.

## Carnaval
A Confraria sempre teve forte vínculo com o Carnaval, haja vista que era naquela oportunidade que o povo fazia críticas aos costumes e aos governantes, mesmo durante o regime militar. Formada inicialmente por participantes dos Bloco carnavalescos República dos Trouxas e Pierrots da Caverna, a Confraria do Garoto, em 1995, criou o bloco carnavalesco O Galinha do Meio-Dia (uma paródia ao Galo da Madrugada, de Pernambuco). Dercy Gonçalves foi escolhida como sua musa.
Em 2007, a Confraria homenageou o Louro José, um fantoche que se apresenta no programa televisivo Mais Você, convidando-o a "casar-se" com a Galinha do Meio Dia.
Em 2013, a Confraria criou o Bloco Pintinhos do Agora, para que as crianças pudessem participar do Carnaval de rua de forma mais segura.

## Atividades, Projetos, Campanhas e Brincadeiras
Dentro do escopo de “criticar os problemas e participar das soluções”, a Confraria do Garoto mantinha e
mantém atividades, projetos, campanhas e brincadeiras memoráveis como o DIA DA SOGRA, DIA DO ABRAÇO, DIA DO MACARRÃO, SEXTA 13, DIA DO OTÁRIO, DIA DO VAMPIRO (doação de sangue e órgãos), VAMOS BRINCAR LÁ FORA (bola ou búlica), SER CARIOCA É ... (educação cívica e social), O XERIFE APITA (educação no trânsito), O XERIFE ENSINA (língua portuguesa), GAROTO DENGOSO (dengue), DIA DE CÃO (pets), VOLVER, ENVOLVER, DEVOLVER (leitura e autoestima), IMPUNIDADE NUNCA MAIS (crítica à impunidade), PROVADO E APROVADO (guia de entretenimento), GRAFITAGEM É PRA QUEM SABE (inclusão social – curso limpeza de monumentos e prédios históricos e grafitagem artística), TOCANDO A VIDA (inclusão social – curso de instrumentos musicais tradicionais), ESCULTURANDO (inclusão social – curso de cenografia e esculturas populares), GAROTO CHORÃO (revitalização do chorinho), ARRAIÁ DO GAROTO (manutenção do folclore - festa de São João com quadrilha) e EDUCANTANDO (músicas infantis com conteúdo didático).